# Viking Cronholm
Viking Cronholm, född 27 augusti 1874 i Jönköpings västra församling i Jönköping, död 31 januari 1961 i Bromma församling, var den man som introducerade den japanska kampsporten jujutsu i Sverige - först av alla budoarterna samt bidrog till sprida och popularisera den moderna boxningen i Sverige.
Viking Cronholm var son till vice häradshövdingen Axel Cronholm, grundare av Jönköpings Juridiska byrå. 1891 flyttade familjen till Stockholm med flott våning på Birger Jarlsgatan och 11-rums sommarvistet ”Villa Metsola” på Lidingö. Den unge Cronholm var idrottsintresserad, men fann ingen förståelse för detta i sin högborgerliga familj. För att få styr på sonen tog fadern sonen ur skolan och lät honom gå till sjöss, vilket gav honom smak på vad som finns att upptäcka och lära ute i världen. 1891 - 1893 utbildade han sig till sjukgymnast på Liedbeckska Institutet i Stockholm, och 1895 - 1900 vistades han i Chicago. Fritiden i USA ägnade han åt boxning, och han vann även en mästartitel vid tävlingar i Portland. Under Spansk-amerikanska kriget tjänstgjorde han i den amerikanska armén. När han kommit åter till Stockholm fick han användning för sin examen vid Gustaf Zanders Medico-mekaniska institutet, en tidig föregångare till dagens gym. 30 år gammal och nygift for Cronholm 1904 på nytt utrikes, till Kapstaden i Sydafrika. Där öppnade han ett eget institut för sjukgymnastik, men bytte två år senare praktiken mot Linggymnastik på Carlton Hotel i Johannesburg. 
Det var i Johannesburg som Cronholm fick lära sig jiujitsu av såväl engelska som japanska instruktörer. Den jujutsu han lärde sig var troligen av den stil som Jigoro Kano, judons grundare, lärde ut.1907 startade Cronholm jiujitsuträning i Fäktklubbens lokaler vid Smålandsgatan i Stockholm. Till hans tidiga elever hörde konstnären Bruno Liljefors och författaren Hasse Zetterström. 1908 gav han ut en liten bok med namnet Jiu-Jitsu Tricks. Fram till 1980-talet har den publicerats i inte mindre än 34 upplagor. Under 1900-talets första hälft var han även en flitigt anlitad instruktör av poliser, militärer och anställda i kriminalvården.
Viking Cronholm hade också en viktig roll i att popularisera boxningen i Sverige efter att han kommit tillbaka till Sverige år 1907. Han anordnade arrangemang och uppvisningar i boxning, drev sitt eget boxningsinstitut samt lärde ut boxning. År 1908 gav han även ut en bok med titeln Boxning.
Viking Cronholm är begravd på Norra begravningsplatsen utanför Stockholm.